# Paula Gradom
Paula Gradom est une artiste peintre belge née le 2 février 1902 à Anvers et décédée à Dordrecht en 1984.

## Biographie
Elle a été formée à l'académie d'Anvers (1920-1925). Elle est influencée par l'œuvre du peintre Albert Servaes 
D'origine juive, elle se convertit au catholicisme en 1922.
Durant la guerre, elle se réfugie en France, en Auvergne puis en Provence.
De retour à Anvers à partir de 1949, elle peint des portraits, des paysages et de nombreux sujets religieux.